# كيلا (مغنية)
كيلا (بالإنجليزية: Kyla)‏ هي مغنية بريطانية، ولدت في 22 سبتمبر 1983 في المملكة المتحدة.

## وصلات خارجية
- كيلا على موقع IMDb (الإنجليزية)
- كيلا على موقع ميوزك برينز (الإنجليزية)
- كيلا على موقع أول ميوزيك (الإنجليزية)
- كيلا على موقع ديسكوغز (الإنجليزية)
- كيلا على موقع ديسكوغز (الإنجليزية)